# Лессер, Аксель
Аксель Лессер (нем. Axel Lesser; род. 18 апреля 1946, Броттероде, Тюрингия) — восточногерманский лыжник, призёр чемпионата мира. Дед известного биатлониста Эрика Лессера.

## Карьера
На Олимпийских играх 1968 года в Гренобле занял 36-е место в гонке на 30 км и 7-е место в эстафете, кроме того, стартовал в гонке на 15 км, но сошёл с дистанции.
На Олимпийских играх 1972 года в Саппоро стал 6-м в гонке на 15 км, 12-м в гонке на 30 км и 6-м в эстафете.
На Олимпийских играх 1976 года в Инсбруке занял 17-е место в гонке на 30 км и стартовал но не финишировал в эстафете.
На чемпионате мира 1974 года завоевал бронзовую медаль в эстафетной гонке, кроме того, был 19-м в гонке на 15 км и 16-м в гонке на 30 км.